# بواق رمادي الجناح
بواق رمادي الجناح (الاسم العلمي: Psophia crepitans)، نوع صغير من البواقات. يوجد في غابات الأمازون المطيرة الشمالية ومرتفعات غويانا في أمريكا الجنوبية الاستوائية. وهو على عكس جميع البواقات الأخرى، حيث يتميز بلون رمادي على الردف والظهر.

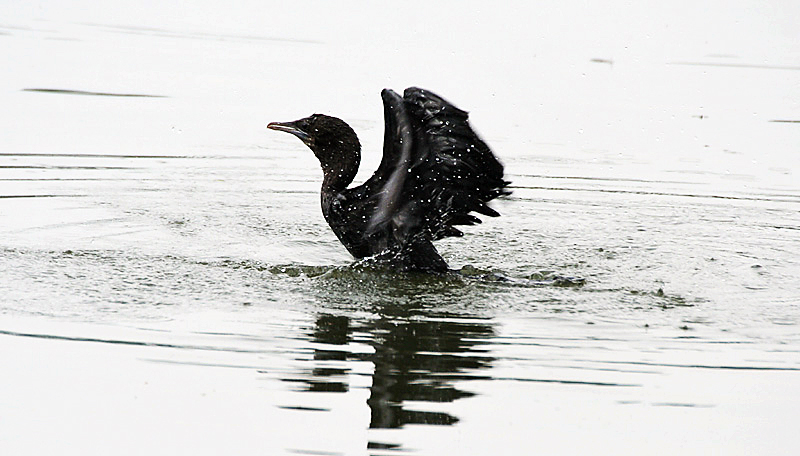

## معرض صور

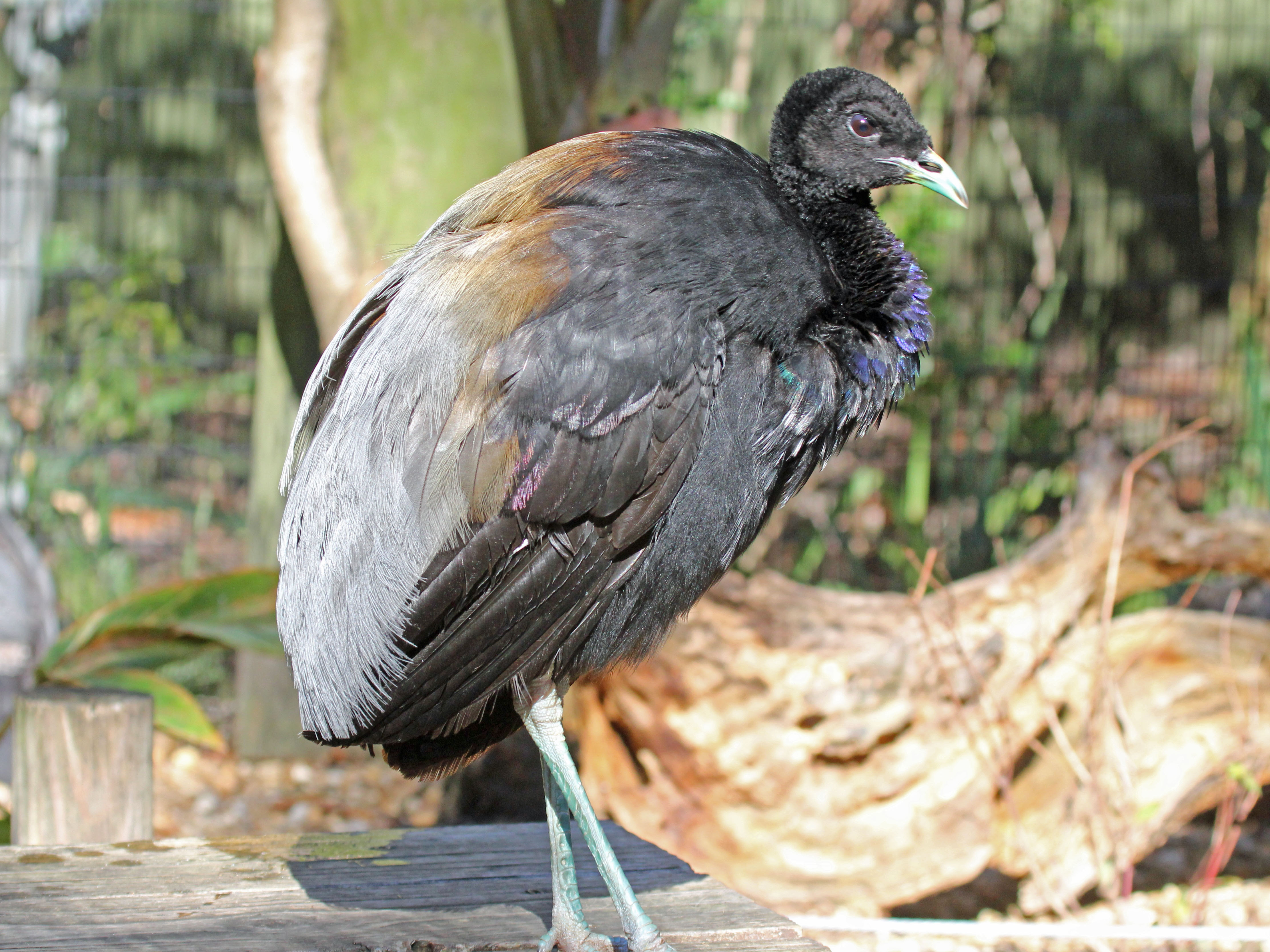
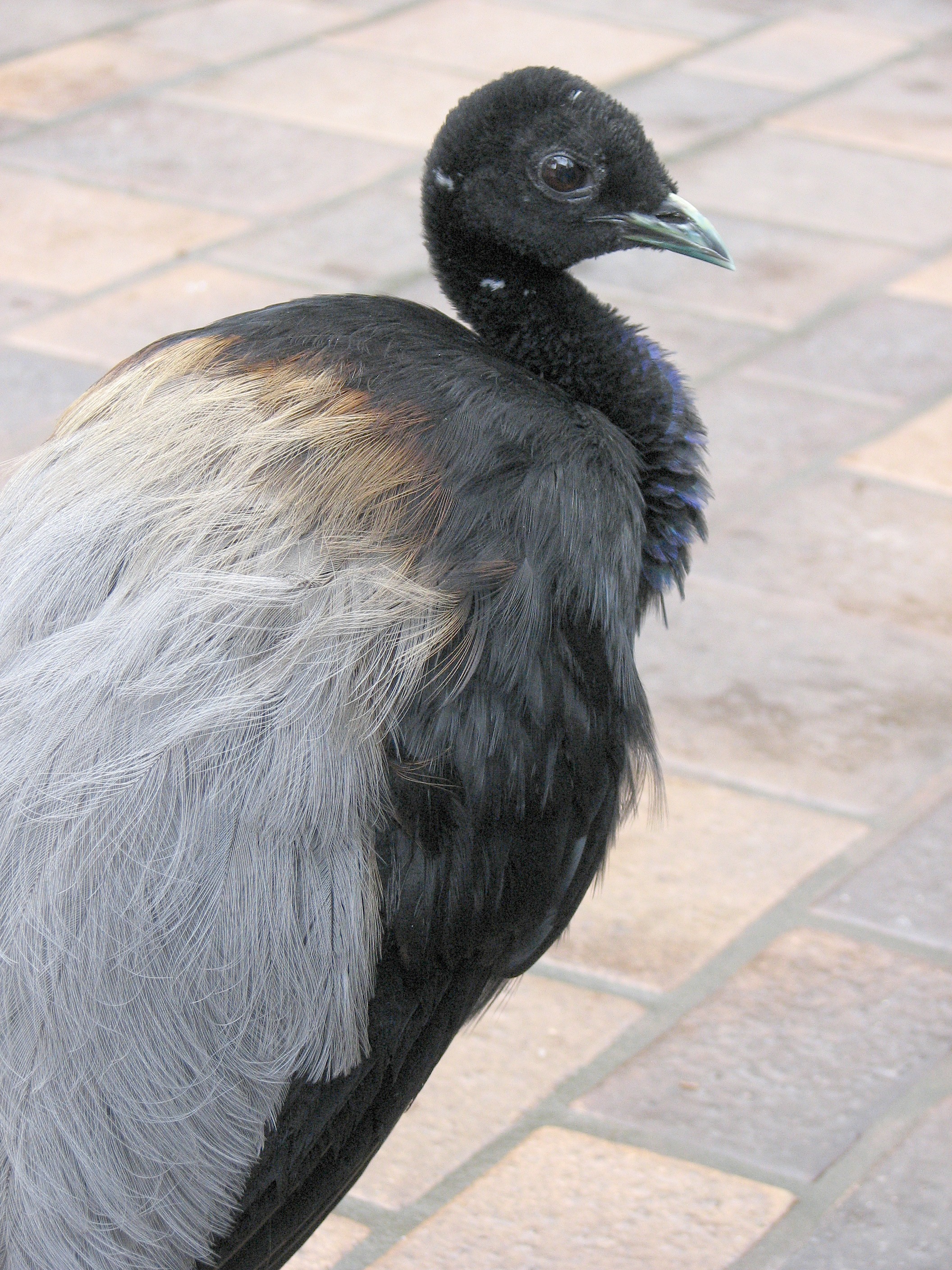
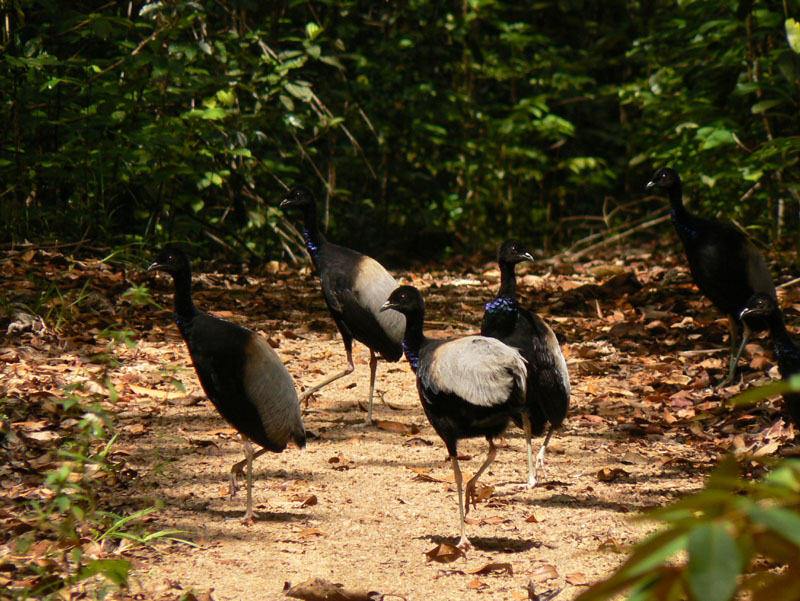
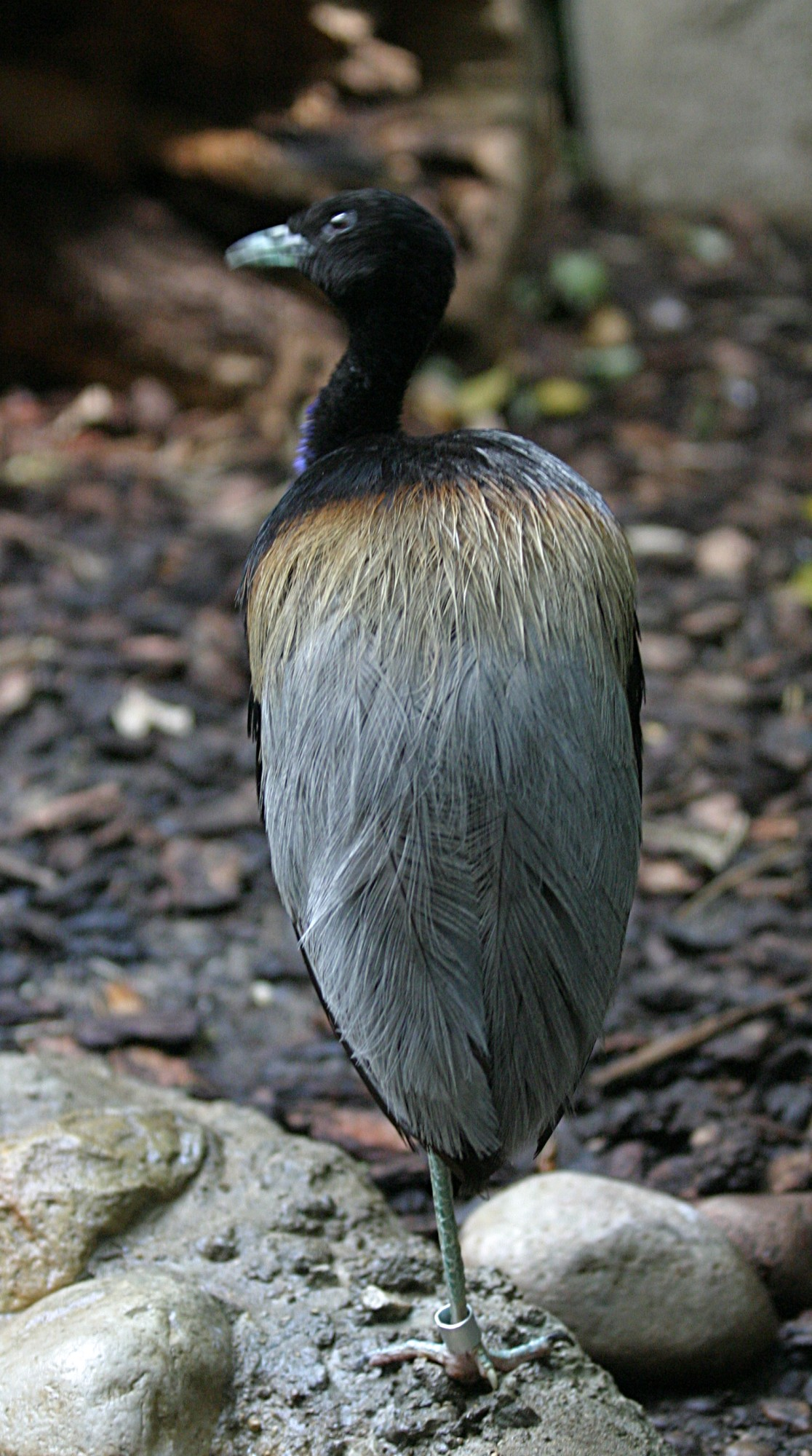